# ووژیتسا

موقعیت جغرافیایی ووژیتسا

ووژیتسا یا لوسیتز (آلمانی: Lausitz، سوربی بالایی: Łužica، سوربی پایینی: Łužyca، لهستانی: Łużyce، چکی: Lužice) ناحیه‌ای در اروپای مرکزی است. این ناحیه، خاستگاه گروه قومی سورب‌های ووژیتسایی است که گروه کوچکی از اسلاوهای غربی شمرده می‌شوند. ووژیتسا از رودهای بوبر و کویسا در شرق تا پولسنیتز و بلک الستر در غرب کشیده شده‌است و اکنون ایالت‌های زاکسن و براندنبورگ در آلمان و استان‌های سیلزی سفلی و لوبوسکی در غرب لهستان را شامل می‌شود.
از نظر تاریخی، ووژیتسا جزء کشورهای مختلفی بوده‌است. نخست برای سیصد سال، بخشی از سرزمین‌های بوهم بود. سپس به حکومت هابسبورگ پیوست و پس از آن بخشی از انتخابگر زاکسن شد. بخش بزرگتر آن در سال ۱۸۱۵ به پادشاهی پروس پیوست و در سال ۱۸۷۱ تمام ناحیه به آلمان ملحق شد. پس از تصرف شرق آلمان توسط ارتش شوروی و تقسیم آلمان در سال ۱۹۴۵، بخش شرقی ووژیتسا در امتداد رود لوسیشن نایسه به لهستان داده شد و مرز آن اکنون با نام مرز اودر-نایسه خوانده می‌شود.
در حال حاضر، زبان بخش لهستانی آن، لهستانی و زبان بخش آلمانی آن، سوربی بالایی و پایینی است. بزرگترین شهر ووژیتسا کوتبوس است.

## نام‌شناسی
این نام از واژه سوربی ووژیتسی به معنی باتلاق یا حفرهٔ آب نامیده می‌شود. تلفظ آن در زبان آلمانی، لاوزیتس است.

## جغرافیا

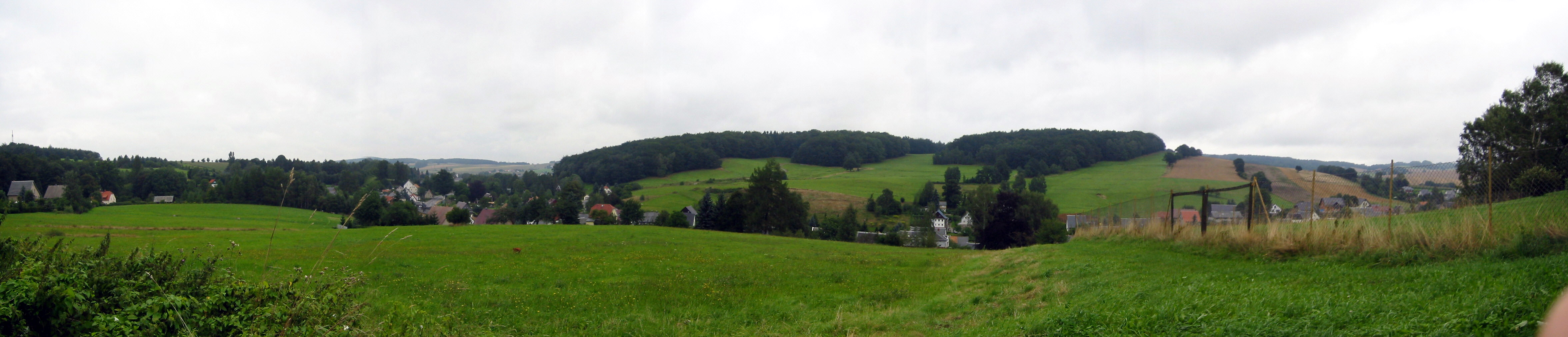
ارتفاعات ووژیتسا

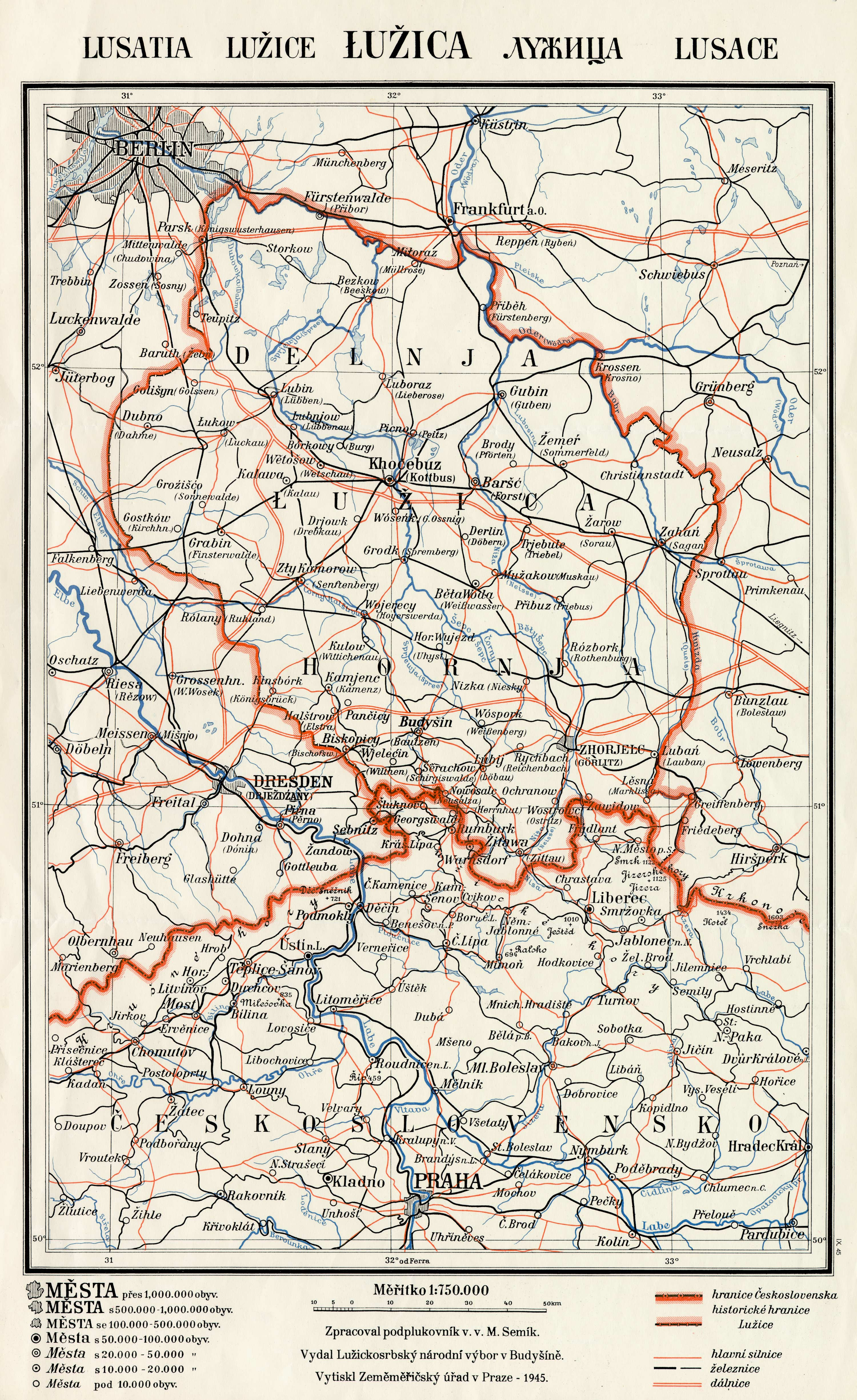
نقشه ووژیتسا با نام‌های سوربی و آلمانی

ووژیتسا شامل دو بخش متفاوت از نظر تاریخی است: بخش تپه‌ای جنوبی «بالا» و بخش دشتی «پایین» که بخشی از فلات شمال اروپا است. مسیر رود بلک الستر در زنفتنبرگ و امتداد شرقی آن به سوی سیلزی به عنوان مرز میان بخش‌های بالا و پایین ووژیتسا در نظر گرفته می‌شود. همسایگان آن، سیلزی در شرق، بوهم در جنوب، مارگراف مایسن و دوک‌نشین زاکسن-ویتنبرگ در غرب و مارگراف براندنبورگ در شمال بودند.

### ووژیتسای بالا
بیشتر مساحت ووژیتسای بالا اکنون بخشی از ایالت زاکسن در آلمان است و تنها بخش کوچکی در شرق رود نایسه جزئی از استان سیلزی سفلی در لهستان است. این ناحیه شامل زمین‌های تپه‌ای است که در جهت جنوب به سوی مرز جمهوری چک گسترش می‌یابند.
خاک حاصلخیز و تپه‌های موج‌دار و شهرهای تاریخی ووژیتسای بالا از جمله باوتسن، گرلیتز، تسیتا، لوبا، کامنتس، بیشوفزوردا، هرنهوت، خویرزوردا و باد موسکاو از ویژگی‌های شاخص آن هستند. خانه‌های نیمه‌چوبی روستایی در جنوب منطقه، ترکیبی از سبک فرانکی و اسلاو دارند.

### ووژیتسای پایین
بیشتر منطقه‌ای که اکنون ایالت براندنبورگ را تشکیل می‌دهد، ووژیتسای پایین خوانده می‌شود و ویژگی شاخص آن، جنگل‌ها و مراتع هستند. در سده‌های ۱۹ و ۲۰ میلادی، صنعت زغال سنگ و معادن روباز، این منطقه را شکل دادند. شهرهای مهم آن شامل کوتبوس، آیزنهوتن‌اشتات، لوبن، لوبناو، اشپرمبرگ، فینستروالده و زنفتنبرگ هستند.

## پایتخت‌های ووژیتسا

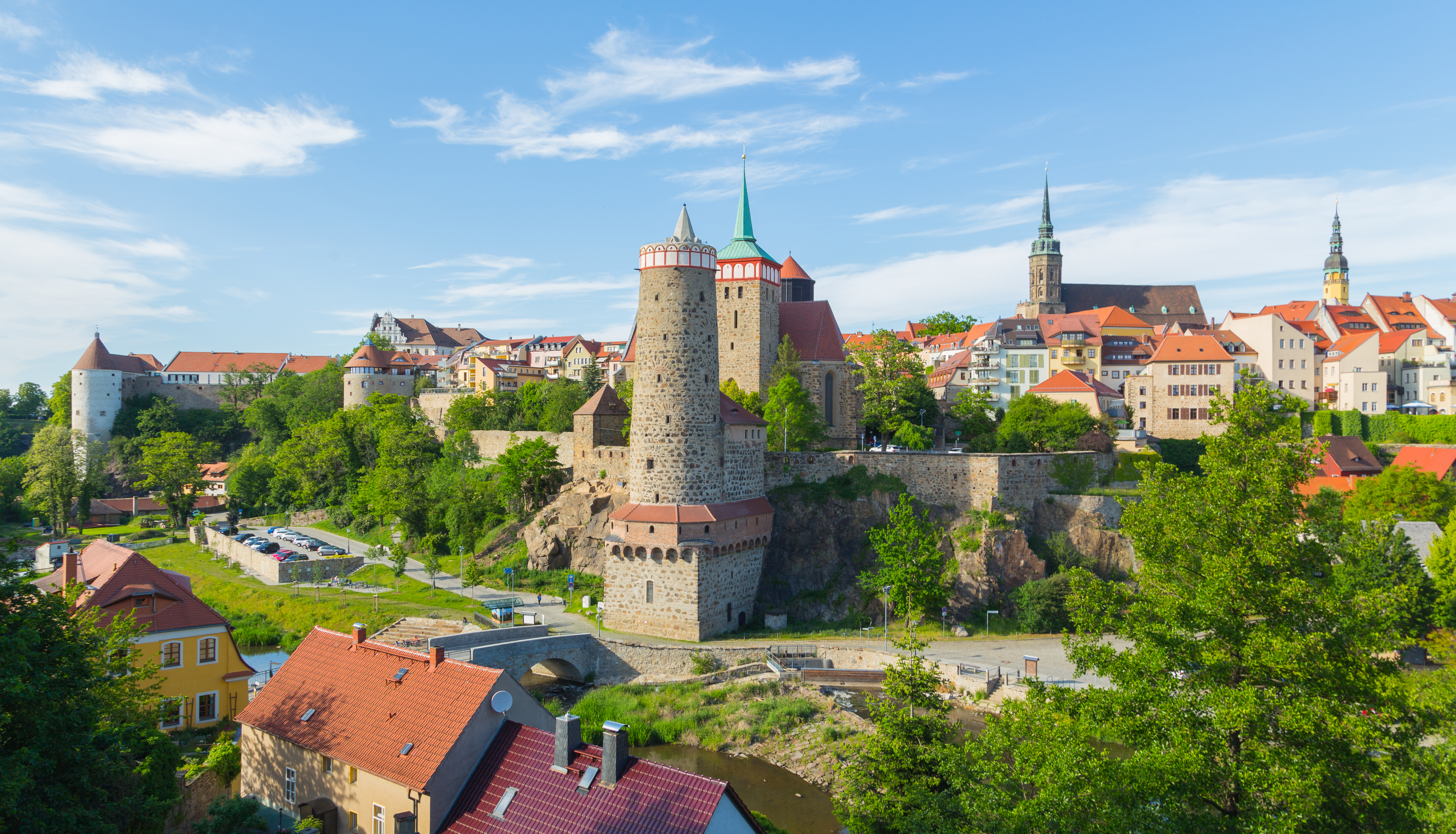
شهر قدیمی باوتسن

ووژیتسا هیچ‌گاه حکومت اجرایی واحدی نداشته‌است و ووژیتسای بالا و پایین دارای تاریخ متفاوتی هستند. شهر کوتبوس بزرگترین شهر این ناحیه است و پایتخت فرهنگی ووژیتسای پایین شمرده می‌شود. از نظر تاریخی، لوکاو و لوبن مراکز اجرایی ووژیتسای پایین بوده‌اند و پایتخت تاریخی ووژیتسای بالا باوتسن است. پس از الحاق بخش کوچکی از ووژیتسا به لهستان در سال ۱۹۴۵، ژاری به عنوان مرکز ووژیتسای لهستان شناخته می‌شود.

## تاریخچه

### تاریخ اولیه
بر پایه نخستین منابع ثبت شده، این منطقه محل اسکان قبیله‌های سلتی بود. سپس در حدود سال ۱۰۰ پیش از میلاد، قبیلهٔ ژرمن سمنون در این منطقه ساکن شد. ممکن است نام این منطقه از لوگی‌ها گرفته شده‌باشد. از حدود سال ۶۰۰ به بعد، قبیله‌های اسلاو غربی با نام میلزنی و لوسیکی، ساکن دائمی منطقه شدند.
در سدهٔ دهم، ووژیتسا زیر سلطهٔ پادشاهی آلمان قرار گرفت که با لشکرکشی‌های شرقی هاینریش مرغ‌گیر در سال ۹۲۸ آغاز شد. تا سال ۹۶۳، قبیله‌های ووژیتسا توسط مارگراف زاکسن مقهور شدند و پس از مدتی، مرزنشین لاوسیتز در منطقه‌ای که اکنون ووژیتسای پایین خوانده می‌شود، بنا شد.
در همان زمان، ادعاهای پادشاهی لهستان دربارهٔ سرزمین‌های ووژیتسا آغاز شد و پس از مرگ امپراتور اتوی سوم در سال ۱۰۰۲، بولسلاو یکم دوک لهستان، این منطقه را فتح کرد و در پیمان صلح باوتسن در سال ۱۰۱۸ ووژیتسا بخشی از قلمرو لهستان شد. هرچند که اختلاف میان آلمان و لهستان دربارهٔ این منطقه ادامه یافت. دوباره امپراتور کنراد دوم در سال ۱۰۳۱ ووژیتسا را بازپس‌گرفت. در سال ۱۳۰۳ مرزنشین لاوسیتز (پایین) توسط مارگراف براندنبورگ خریده شد.
در سال ۱۳۶۷ انتخابگر براندنبورگ ووژیتسای پایین را به شاه کارل بوهم فروخت و این منطقه، بخشی از بوهم شد.

### حکومت بوهم
شاه هاینریش چهارم در سال ۱۰۷۶ سرزمین‌های میلزنی در ووژیتسای بالا را به عنوان تیول به وراتیسلاو دوم دوک بوهم داد. پس از آن که فریدریش بارباروسا در سال ۱۱۵۸ ولادیسلاو دوم را به مقام شاه بوهم ارتقا داد، سرزمین‌های ووژیتسای بالا پیرامون باوتسن به زمین‌های حکومتی بوهم تبدیل شد. در حدود سال ۱۲۰۰ شمار زیادی از آلمانی‌ها به ووژیتسا رفتند و در مناطق جنگلی که توسط اسلاوها آباد نشده بود، اسکان یافتند. با انقراض خاندان براندنبورگی آسکانیا در سال ۱۳۲۰ و برآمدن دودمان لوکزامبورگ در پادشاهی بوهم از سال ۱۳۱۰، حکومت بوهم بر ووژیتسای بالا تضمین شد.
در سال ۱۳۴۶ شش شهر ووژیتسای بالا اتحادیه ووژیتسا را تشکیل دادند تا در برابر حملات بارون‌های سارق مقاومت کنند. این اتحادیه شاه زیگیزموند را در جنگ‌های هوسی حمایت کرد.
پس از اصلاحات لوتری، بیشتر ووژیتسا به جز مناطق میان باوتسن، کامنتس و خویرزوردا به مذهب پروتستان گروید. ووژیتسا کماکان تحت حکومت بوهم باقی ماند و از سال ۱۵۲۶ تا جنگ سی‌ساله بخشی از خاندان هابسبورگ شد.

### حکومت زاکسن

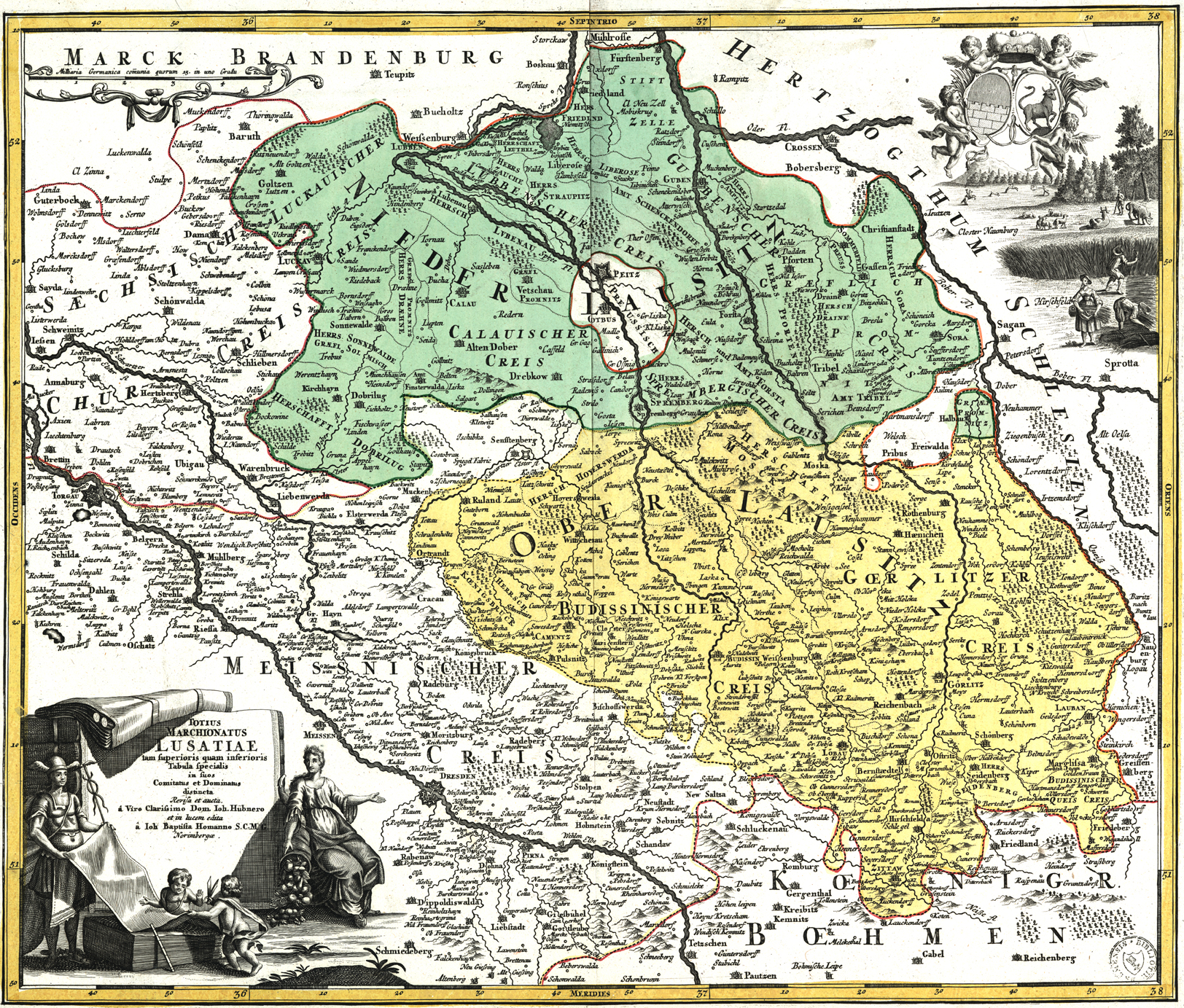
نقشه ووژیتسا در حدود سال ۱۷۱۵ توسط یوهان هومان

بر اساس پیمان صلح پراگ در سال ۱۶۳۵، بیشتر ووژیتسا تبدیل به استانی از انتخابگر زاکسن شد و ناحیه‌ای پیرامون کوتبوس به دست براندنبورگ افتاد. پس از انتخاب آگوست شجاع به پادشاهی لهستان در سال ۱۶۹۷، ووژیتسا اهمیت استراتژیکی یافت؛ زیرا شاهان زاکسنی تمایل داشتند راه زمینی میان زاکسن و لهستان ایجاد کنند.
پادشاهی تازه‌تأسیس ساکسونی به حمایت از ناپلئون برخاست و در کنگرهٔ وین در سال ۱۸۱۵، ووژیتسا به دو بخش تقسیم شد. ووژیتسای پایین و بخش شمال شرقی ووژیتسای بالا شامل خویرزوردا، رتنبورگ، گرلیتز و لوبان به پروس داده شد و بخش جنوب غربی آن شامل لوبا، کامنتس، باوتسن و تسیتا در دست ساکسونی باقی ماند.

### حکومت پروس و آلمان
مردم ووژیتسای پروس تقاضا داشتند که سرزمین آن‌ها به صورت واحد اجرایی مجزایی درآید، ولی ووژیتسای پایین به استان براندنبورگ الحاق شد و ووژیتسای بالا ضمیمهٔ استان سیلزی شد.
سده‌های نوزدهم و بیستم شاهد احیای فرهنگ مردم اسلاو ووژیتسا بود. زبان‌های ووژیتسایی (سوربی) بالا و پایین باقی ماندند، ادبیات ملی شکوفا شد و بسیاری از سازمان‌های ملی تأسیس شدند.
این دوران با روی کار آمدن رژیم نازی در آلمان به پایان رسید. همهٔ سازمان‌های سوربی منحل شدند، روزنامه‌ها و مجلات بسته شدند و استفاده از زبان سوربی ممنوع شد. در جنگ جهانی دوم، برخی از فعالان سوربی دستگیر، اعدام، تبعید یا به عنوان زندانی سیاسی توقیف شدند. از سال ۱۹۴۲ تا ۱۹۴۴ کمیتهٔ ملی ووژیتسا به صورت زیرزمینی تشکیل شد و در ورشو تحت اشغال نازی‌ها فعال بود.

### از سال ۱۹۴۵ تاکنون

پرچم جنبش ملی ووژیتسا

پس از جنگ جهانی دوم بر اساس توافق پوتسدام، ووژیتسا میان آلمان تحت اشغال متفقین و جمهوری لهستان در امتداد خط اودر-نایسه تقسیم شد. حکومت کمونیستی لهستان در سال‌های ۱۹۴۵ و ۱۹۴۶ همهٔ آلمانی‌ها و سوربی‌های باقی‌مانده را از منطقهٔ شرق رود نایسه تبعید کرد. کمیتهٔ ملی ووژیتسا در پراگ حق داشتن حکومت، جدایی از آلمان و ایجاد دولت آزاد ووژیتسا یا الحاق به چکسلواکی را طلب کرد. اکثریت طبقهٔ روشنفکر ووژیتسا در دومووینا سازمان‌دهی شده بودند و علاقه‌ای به جدایی از آلمان نداشتند. جنبش ملی ووژیتسا نیز تقاضای الحاق به لهستان یا چکسلواکی را داشت. آنان در سال‌های ۱۹۴۵ تا ۱۹۴۷ حدود ده عریضه برای ایالات متحده آمریکا، فرانسه، شوروی، بریتانیا، لهستان و چکسلواکی تهیه کردند، ولی نتیجه‌ای دربرنداشت. همچنین کمیتهٔ ملی در ۳۰ آوریل ۱۹۴۶ طوماری را به دولت لهستان تسلیم کرد.
بخش شمال شرقی ووژیتسای بالا در سال ۱۹۴۵ دوباره به زاکسن ملحق شد و هنگامی که دولت آن در سال ۱۹۵۲ به سه بخش اداری تقسیم شد، ووژیتسای بالا بخشی از ناحیهٔ اداری درسدن شد. پس از انقلاب آلمان شرقی در سال ۱۹۸۹ دولت زاکسن در سال ۱۹۹۰ دوباره برپا شد. ووژیتسای پایین از سال ۱۹۵۲ تا ۱۹۹۰ در منطقهٔ اداری کوتبوس در براندنبورگ باقی ماند.
مردم سوربی در سال ۱۹۵۰ خودمختاری زبانی و فرهنگی درون دولت زاکسن یافتند. مدرسه‌ها و مجلات ووژیتسایی راه‌اندازی شدند و اتحادیهٔ دومووینا تحت سلطهٔ سیاسی فزایندهٔ حزب کمونیستی حاکم اتحاد سوسیالیستی آلمان احیا شد. ایجاد دولت ووژیتسایی درون جمهوری فدرال آلمان با اتحاد آلمان در سال ۱۹۹۰ به شکست انجامید. قانون اساسی زاکسن و براندنبورگ حقوق فرهنگی مردم سوربی را تضمین می‌کند، ولی به آنان خودمختاری نمی‌دهد.

## جمعیت

### مردم سوربی

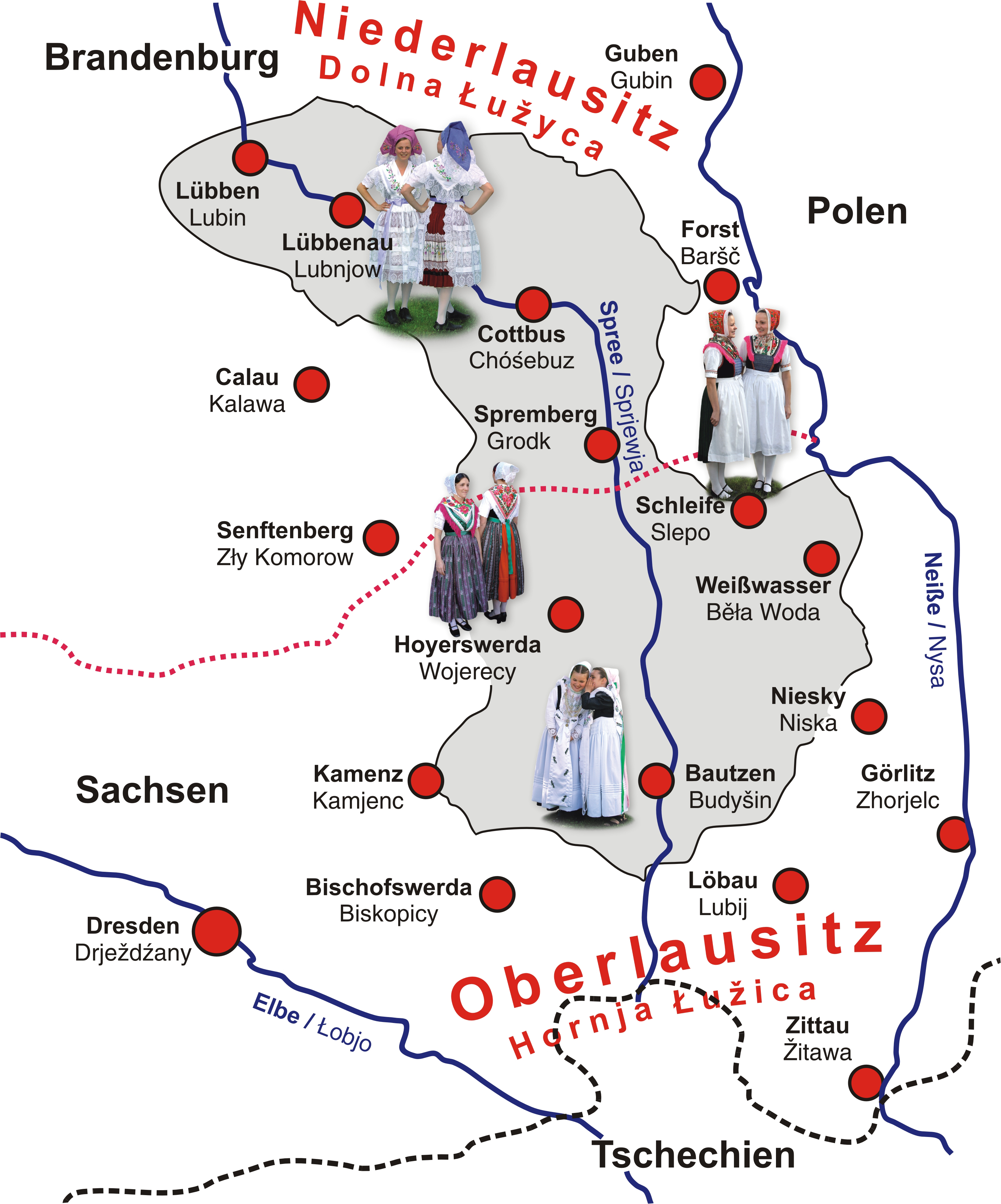
بخش دوزبانهٔ ووژیتسا که بیش از ۱۰٪ مردم آن سوربی هستند

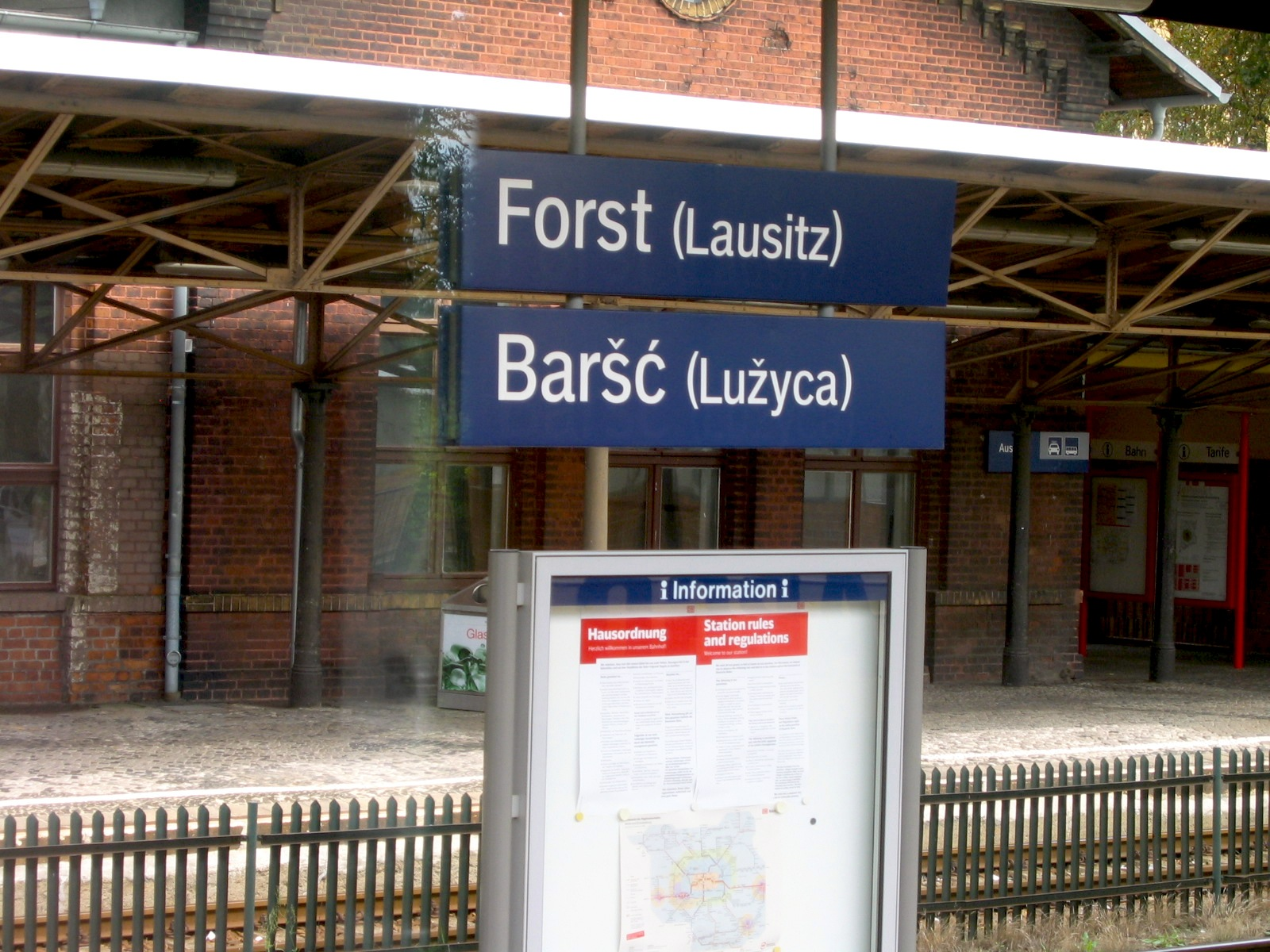
ایستگاه دوزبانه در فرست (لاوسیتز)

بیش از ۶۰ هزار نفر از اقلیت اسلاو سوربی همچنان در این منطقه زندگی می‌کنند. بسیاری از آنان هنوز به زبان خودشان صحبت می‌کنند و علائم جاده‌ای معمولاً دوزبانه هستند. البته جمعیت این منطقه از شرق زاکسن به سرعت در حال کاهش است. مردم سوربی تلاش می‌کنند که فرهنگ متداول خود را با استفاده از لباس سنتی و سبک خاص خانه‌های روستایی حفظ کنند. در گذشته، توسعهٔ صنعت زغال سنگ در منطقه باعث نابودی شمار زیادی از روستاهای ووژیتسا شده‌است و اکنون نیز شماری از آن‌ها را تهدید می‌کند. زبان سوربی در بسیاری از مدارس و دو دانشگاه (پراگ و لایپزیگ) به عنوان زبان اصلی یا دوم تدریس می‌شود.

### جمعیت در سال ۱۹۰۰
سهم مردم سوربی:
- کوتبوس ۵۵٫۸٪
- خویرزوردا ۳۷٫۸٪
- باوتسن ۱۷٫۷٪
- رتنبورگ ۱۷٫۲٪
- کامنتس ۷٫۱٪

مجموع: ۹۳٬۰۳۲ نفر
شمار مردم سوربی از سرشماری ۱۹۰۰ به دلیل ازدواج بین نژادی، ادغام فرهنگی ناشی از صنعتی‌شدن و شهری‌شدن، اجبار و تبعیض نازی‌ها و اسکان آلمانی‌های تبعید شده پس از جنگ جهانی دوم، کاهش یافته‌است.